# Estadio UM Arena

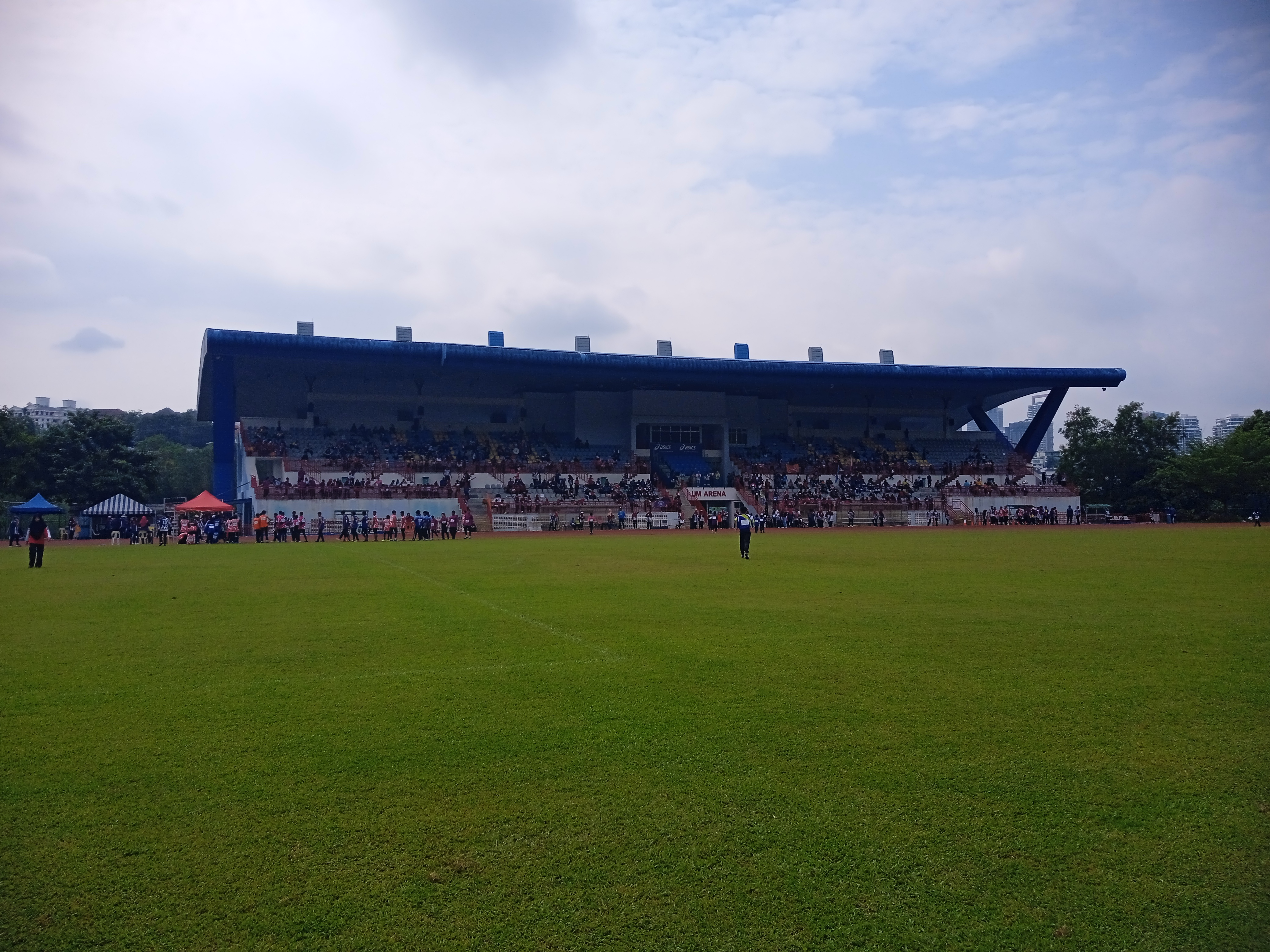
Estadio UM Arena

El Estadio UM Arena (en malayo: Estadio Sains Sukan UM Arena, literalmente UM Arena Sports Science Stadium). Es un estadio ubicado dentro de la Universidad de la University of Malaya en Kuala Lumpur, Malasia. Tiene una capacidad para 1.000 personas. El estadio fue utilizado en el 2017 en los 2017 SEA Games football tournament y el 2018 en el Campeonato Sub-16 de la AFC de 2018.